# Ошланское сельское поселение
Ошла́нское сельское поселение — муниципальное образование в составе Богородского района Кировской области России.
Административный центр — село Ошлань.

## История
Ошланское сельское поселение образовано 1 января 2006 года согласно Закону Кировской области от 07.12.2004 № 284-ЗО.
28 апреля 2012 года Законом Кировской области № 141-ЗО в состав поселения включены населённые пункты упразднённых Рождественского, Спасского, Ухтымского, Хорошевского и Чирковского сельских поселений.

## Население
| 2010  | 2012  | 2013  | 2014  | 2015  | 2016  | 2017  |
| ----- | ----- | ----- | ----- | ----- | ----- | ----- |
| 596   | ↘579  | ↗1912 | ↘1845 | ↘1757 | ↘1687 | ↘1582 |
| 2018  | 2019  |       |       |       |       |       |
| ↘1510 | ↘1455 |       |       |       |       |       |

## Состав
В состав поселения входят 15 населённых пунктов (население, 2010):
| - село Ошлань — 332 чел.; - деревня Бошары — 9 чел.; - село Верховойское — 131 чел.; - деревня Ворсик — 2 чел.; - село Караул — 178 чел.; - деревня Лаптево — 0 чел.; - село Лобань — 53 чел.; - деревня Митроки — 7 чел.; | - село Рождественское — 139 чел.; - село Спасское — 155 чел.; - деревня Таранки — 255 чел. - деревня Туманы — 107 чел.; - село Ухтым — 443 чел.; - село Хороши — 246 чел.; - деревня Чирки — 49 чел. |